# Art Mollner
Arthur "Art" Owen Mollner (Saranac Lake, 20 december 1912 – Westlake Village, 16 maart 1995) was een Amerikaans basketballer. Hij won met het Amerikaans basketbalteam de gouden medaille op de Olympische Zomerspelen 1936. 
Mollner speelde voor een team dat gesponsord werd door Universal Studios. Tijdens de Olympische Spelen speelde hij twee wedstrijden. Gedurende deze wedstrijden scoorde hij 6 punten.  Na zijn carrière als speler werd hij coach van het team Los Angeles Fibber McGee & Molly in de National Industrial Basketball League. Ook was hij werkzaam bij de Los Angeles Police Department.